# 아르멘 사르키샨
아르멘 바르다니 사르키샨(아르메니아어: Արմեն Վարդանի Սարգսյան, 1953년 6월 23일~)은 아르메니아의 정치인으로, 2018년부터 2022년까지 아르메니아 대통령을 지냈다. 1996년부터 1997년까지 아르메니아 총리를 지냈으며, 1998년부터 2018년까지 최장기 영국 주재 아르메니아 대사를 지냈다.

## 초기 경력 및 교육
사르키샨은 예레반 국립 대학교 이론 물리학 및 수학과를 졸업했다. 아르메니아 국립 과학 아카데미와 아르메니아 국가 경쟁력 위원회 회원으로 활동했으며, 1976년부터 1984년까지 예레반 국립 대학교 물리학 조교수로 재직했다. 1982년에는 방문 연구원이 되었고, 결국에는 케임브리지 대학교 교수가 되었다. 1988년에는 같은 대학의 이론 물리학과에서 복합 물리 현상 컴퓨터 모델링 학과를 설립하고 학과장이 되었다. 사르키샨은 테트리스 스핀오프 게임 워드트리스의 공동 제작자였다.

## 정치 및 외교 경력
1991년 10월, 사르키샨은 서방의 첫 아르메니아 외교 공관 영국 주재 아르메니아 대사관을 런던에 설립했다. 사르키샨은 영국에서 외교 임무를 맡으면서 유럽 연합, 벨기에, 네덜란드, 룩셈부르크, 바티칸의 아르메니아 수석대사까지 지냈다. 1995년부터 1996년까지는 유럽 연합에서 아르메니아 사절단장을 맡았다.
1996년 11월, 레본 테르페트로샨 대통령 행정부에서 아르메니아 총리에 임명되었으며, 로베르트 코차랸이 후임 총리가 되면서 1997년 3월 20일에 총리직에서 사임할 때까지 아르메니아 총리직을 수행했다. 당시 공식 사임 이유는 중병 치료가 필요하다는 것이었으나, 사임하게 된 이유는 바즈겐 사르키샨 국방장관과 빚은 갈등이 아니냐는 추측도 있다. 1996년부터 1997년까지 아르메니아 총리직을 수행한 뒤, 유럽 부흥 개발 은행 (EBRD) 총재 특별고문과 유럽 부흥 개발 은행 총재를 지냈다.
사르키샨은 또한 유라시아 하우스의 중역이기도 했다.  이스트웨스트 인스티투트의 부회장, 하버드 대학교 케네디 정부 대학원 학장 자문 위원회 위원, 시카고 대학 해리스 공공 정책 연구 학장 자문 위원회 위원, 국제 연구 및 연구 위원회 이사 등 여러 국제 조직에서 명예 및 임원을 맡았으며, 국제 연구 교류 위원회 (IREX), 국제 경제 동맹 및 글로벌 리더십 재단. 퀸 메리 웨스트필드 칼리지 (현재 런던 퀸 메리 대학교) 수리과학 학교의 명예 수석 연구원 역시 역임했다.
2013년부터는 딜리잔에 위치한 국제 학교의 책임자로 활동했다. 2018년 1월, 사르키샨은 2015년 아르메니아 개헌 이후 열린 아르메니아의 첫 대통령 선거에서 집권 공화당의 대통령 후보로 출마해 달라는 세르지 사르키샨 아르메니아 대통령의 제안을 받았다.

## 아르메니아 대통령

### 선거
2018년 1월 19일, 세르지 사르키샨 대통령은 2018년 아르메니아 대통령 선거에서 집권 공화당이 지지할 대통령 후보로 아르멘 사르키샨을 추천했다. 사르키샨은 또한 아르메니아 혁명 연합 블록과 차루키안 의회 블록의 추가 지지를 받았다.
2018년 3월 2일, 105명으로 구성된 아르메니아 하원에서 90표를 얻어 국회 과반수로 대통령에 선출되었다. 사르키샨은 대선에 나선 유일한 후보자였다.

### 취임
사르키샨은 2018년 4월 9일, 아르메니아 대통령에 취임했으며, 취임식은 예레반에 위치한 카렌 데미르챤 복합 단지에서 열렸다.  취임식 후에는 예라블루르 국군 묘지를 참배하고 비겐 사르그샨 국방장관과 함께 기념비에 화환을 놓았다.

### 대통령직 수행

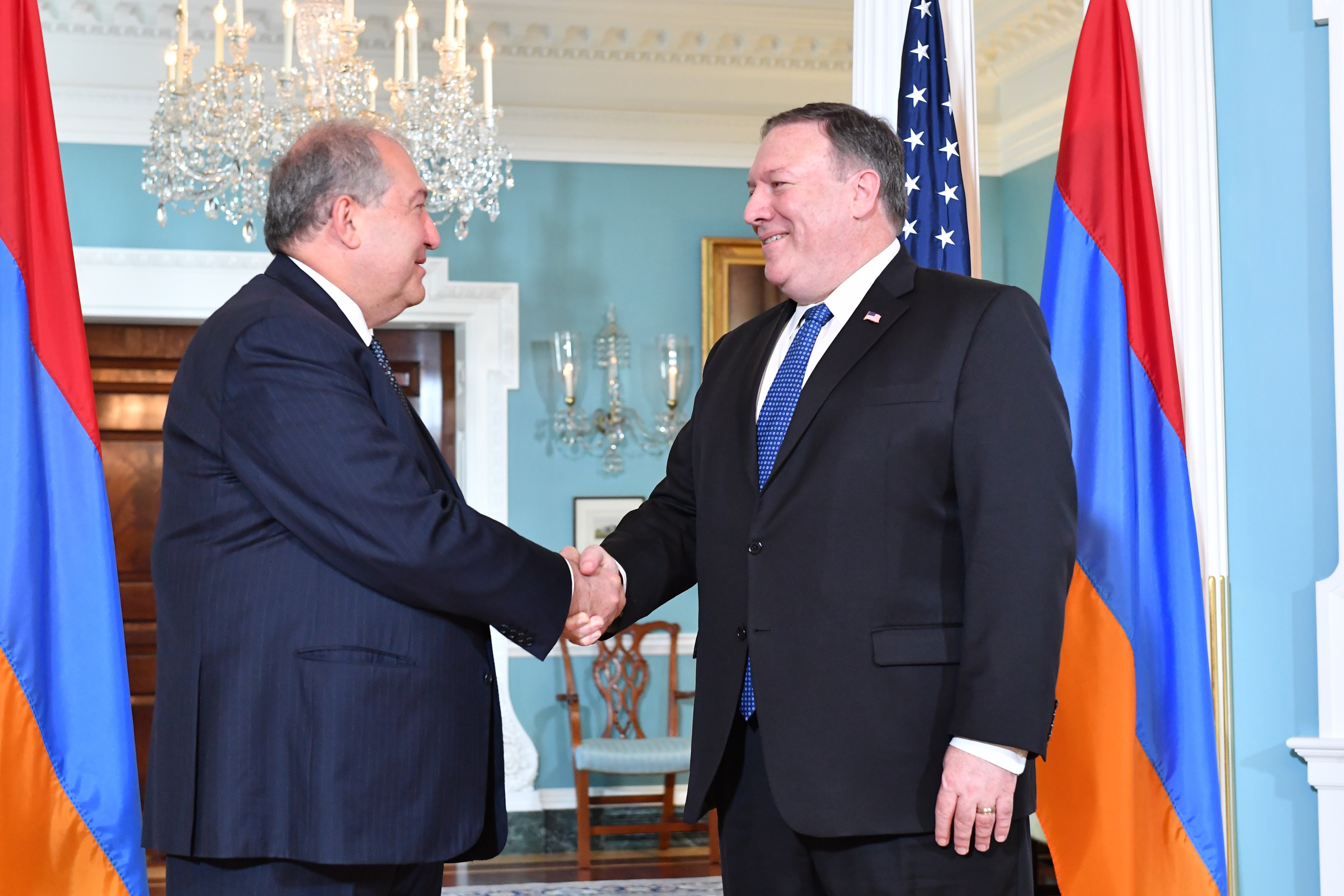
마이크 폼페이오 미국 국무장관과 만난 사르키샨 대통령 (2018년)

아르멘 사르키샨이 대통령에 취임한 직후 카렌 카라페탼이 이끄는 정부는 물러났고, 아르메니아 의회의 정당들은 1주일 동안 총리와 관련한 안을 제출했다. 세르지 사르키샨 전 대통령은 4월 16일 아르메니아 의회에서 여당 의원들의 만장일치로 총리에 지명됐고, 4월 17일에는 총리 임명이 확정되었다.  하지만 세르지 사르키샨 총리 선출은 대규모 시위를 유발했고 세르지 샤르키샨은 총리 취임 6일 만에 사임했다. 카라페탼은 이후 총리 대행을 맡았다.2018년 5월 8일, 니콜 파시냔이 아르메니아 의회에서 총리에 선출되었다.
사르키샨은 2018년 5월 26일, 조지아 민주 공화국 건국 100주년 기념 행사에 참석하려고 첫 공식 해외 방문으로 조지아 수도 트빌리시를 방문했다. 조지아 방문 기간 동안 사르키샨은 조지아 측의 기오르기 마르그벨라슈빌리와 회담을 치르고, 비지나 이바니슈빌리, 사울리 니니스퇴와도 회담을 치렀다. 2018년 6월,사르키샨은 대통령 권한과 총리 권한의 균형을 맞추려는 목적으로 헌법을 개정할 것을 제안했다. 제1차 세계 대전 종전 100주년을 앞두고 사르키샨은 슈바이처 라디오 운트 페른제헨과 진행한 인터뷰에서 아르메니아 대학살과 관련해 레제프 타이이프 에르도안 터키 대통령에게 다음과 같이 말할 것이라고 말했다.
"먼저, 안녕하세요 대통령님이라고 말씀드리겠습니다. 제 생각에는 우리가 함께 논의할 문제가 있다고 생각합니다. 당신은 터키 대통령이고 저는 아르메니아 대통령입니다. 우리 가족과 조부모님은 에르주룸, 반, 비틀리스 출신이며 제 가족 뒤에는 역사가 있습니다. 터키와 아르메니아 관계를 이야기하기 시작하지 않겠습니까? 우리 개별 이야기를 하는 게 어떻겠습니까?"

2019년 5월, 카자흐스탄 알마티를 방문해 아르메니아가 '국제 금융 중심지'가 될 수 있고, '유라시아와 유럽 연합 간 협력 다리'가 될 수 있다고 말했다. 사르키샨은 자신이 공동 창립자인 제15회 유라시아 미디어 포럼에서 연설을 했다.

### 카라바흐 분쟁 이후 역할
사르키샨은 2020년 나고르노카라바흐 분쟁 초반, 국제 뉴스 기관과 수많은 인터뷰를 했다. 터키 정부와 아제르바이잔군의 행동을 향한 국제 사회의 조치를 호소하면서 CNBC의 해들리 갬블에게 "캅카스의 이미지가 또 다른 시리아가 되는 겁니까?"라고 말했다. 독일 빌트 타블로이드와 치른 또 다른 인터뷰에서 사르키샨은 스테파나케르트의 상황을 제2차 세계 대전 당시 독일 도시와 비교했다. 11월 초 휴전 협정이 체결된 후 사르키샨은 카레킨 2세와 회의를 치르고 11월 22일을 아르차흐 해방 전쟁 (아르메니아에서 나고르노카라바흐 전쟁을 일컫는 표현)에서 조국 수호를 위해 희생한 영웅들을 기리는 날로 선언했다. 11월 16일 대국민 연설에서 사르키샨은 시위의 여파로 조기 총선과 파시냔의 총리 사임이 불가피하다고 결론지었고, 향후 진행될 과정은 임시 "국민 합의 정부"가 감독하고 관리할 것을 제안했다.  2021년 초에는 "제4공화국" 출범을 촉구했다.